# Robert Quinney
Robert Quinney (*  1976 in Nottingham) ist ein britischer Organist und Hochschullehrer.

## Leben
Quinney war als Achtjähriger Chorsänger an der St Paul’s Cathedral in Dundee und später auch an der All Saints Church, Ecclesall in Sheffield, wo er Orgel spielen lernte. Er besuchte die Silverdale School in Sheffield und erhielt dann ein Stipendium für das Eton College. Er verbrachte anschließend ein Jahr als Orgelschüler an der Kathedrale von Winchester und als Assistenzorganist am Winchester College. Von 1995 bis 1988 war er Orgelschüler am King’s College in Cambridge. Nach seinen Abschlüssen als Bachelor of Arts und Master of Philosophy wurde er stellvertretender Organist an der Westminster Abbey. 2000 wurde er Assistant Master of Music an der Westminster Cathedral. 2004 wechselte er wieder zur Westminster Abbey. Dort spielte 2011 bei der Hochzeit von Prinz William und Catherine Middleton.  2013 wurde er Director of Music an der Kathedrale von Peterborough. 2014 wurde er Associate Professor an der Fakultät für Musik an der Universität von Oxford und Organist und Chorleiter am New College.

## Auszeichnungen
- 2002: Performer of the Year des Royal College of Organists

## Tondokumente (Auswahl)
- The Organ of Westminster Cathedral. CD, Signum Classics 2006.
- The Organ of Westminster Abbey. CD, Signum Classics 2011.
- J. S. Bach: Trio Sonatas for Organ. CD, Coro 2011.
- J. S. Bach: Organ Works Vol. II. CD, Coro 2013.
- J. S. Bach: Organ Works Vol. III. CD, Coro 2015.
- J. S. Bach: Organ Works Vol. IV. CD, Coro 2017.